# AT&T Mobility
AT&T Mobility LLC hoặc AT&T US Mobility, còn được gọi là AT&T Wireless, được giới thiệu trên thị trường đơn giản với tên là AT&T, là công ty con thuộc sở hữu của AT&T Inc., cung cấp dịch vụ không dây cho 165,9 triệu thuê bao ở Hoa Kỳ, bao gồm Puerto Rico và Quần đảo Virgin thuộc Hoa Kỳ. AT&T Mobility là nhà cung cấp viễn thông không dây lớn nhất ở Hoa Kỳ và Puerto Rico trước Verizon Wireless và nhà cung cấp viễn thông không dây lớn nhất ở Bắc Mỹ khi bao gồm cả AT&T Mexico.
Ban đầu công ty được gọi là Cingular Wireless (liên doanh giữa SBC Communications và BellSouth) từ năm 2000 đến 2007, công ty đã mua lại AT&T Wireless cũ vào năm 2004; SBC sau đó đã mua lại AT&T ban đầu và thông qua tên của nó. Cingular trở thành sở hữu hoàn toàn của AT&T vào tháng 12 năm 2006 do kết quả của việc mua lại BellSouth của AT&T.
Vào tháng 1 năm 2007, Cingular đã xác nhận rằng họ sẽ đổi thương hiệu dưới tên AT&T. Mặc dù việc thay đổi tên công ty hợp pháp đã xảy ra ngay lập tức, vì cả lý do nhận thức về quy định và nhận thức về thương hiệu, cả hai thương hiệu đều được sử dụng trong bảng hiệu và quảng cáo của công ty trong thời gian chuyển đổi. Quá trình chuyển đổi đã kết thúc vào cuối tháng 6, ngay trước khi triển khai iPhone của Apple.
Vào ngày 20 tháng 3 năm 2011, AT&T Mobility đã công bố ý định mua T-Mobile USA từ Deutsche Telekom với giá 39 tỷ USD. Nếu nhận được sự chấp thuận của chính phủ và quy định, AT&T sẽ có hơn 130 triệu thuê bao. Tuy nhiên, Bộ Tư pháp Hoa Kỳ, Ủy ban Truyền thông Liên bang (FCC) và các đối thủ của AT&T Mobility (như Sprint Corporation) đã phản đối động thái này với lý do sẽ giảm đáng kể cạnh tranh trên thị trường mạng di động. Vào tháng 12 năm 2011, trước sự phản đối của cả người tiêu dùng và chính phủ, AT&T đã rút lại lời đề nghị hoàn thành việc sáp nhập.